# Conus scalaris
Espèce
Statut de conservation UICN

 LC  : Préoccupation mineure
Conus scalaris est une espèce de mollusques gastéropodes marins de la famille des Conidae.
Comme toutes les espèces du genre Conus, ces escargots sont prédateurs et venimeux. Ils sont capables de « piquer » les humains et doivent donc être manipulés avec précaution, voire pas du tout.

## Description
La taille de la coquille varie entre 23 mm et 80 mm. La spire élevée est dégradée et maculée de marron. Le verticille est quelque peu acuminé en dessous La coquille est blanc jaunâtre avec des stries longitudinales marron-châtaigne, à peine interrompues pour une étroite bande blanche centrale, et remplacées vers la base par quelques rangées tournantes de marques marron.

## Distribution
Cette espèce marine est présente dans l'océan Pacifique au large de la Baja California jusqu'au Costa Rica.

### Niveau de risque d’extinction de l’espèce
Selon l'analyse de l'UICN réalisée en 2011 pour la définition du niveau de risque d'extinction, cette espèce est présente du golfe de Californie à la Colombie. Cette espèce est largement distribuée bien que peu commune. Aucune menace majeure connue ne l'affecte. Cette espèce est inscrite dans la catégorie préoccupation mineure.

## Taxonomie

### Publication originale
L'espèce Conus scalaris a été décrite pour la première fois en 1832 par le zoologiste français spécialiste des poissons et des mollusques Achille Valenciennes dans « Recueil d'observations de zoologie et d'anatomie comparée faites dans l'océan atlantique, dans l'intérieur du nouveau continent et dans la mer du sud pendant les années 1799, 1800, 1801, 1802 et 1803 »,.

### Synonymes
- Conus (Dauciconus) anabathrum Crosse, 1865 · appellation alternative
- Conus (Dauciconus) scalaris Valenciennes, 1832 · appellation alternative
- Conus anabathrum Crosse, 1865 · non accepté
- Conus anabathrum anabathrum Crosse, 1865 · non accepté
- Conus aureolus G. B. Sowerby II, 1858 · non accepté
- Conus recurvus var. helenae Schwengel, 1955 · non accepté
- Dauciconus anabathrum (Crosse, 1865) · non accepté
- Gradiconus anabathrum (Crosse, 1865) · non accepté
- Gradiconus anabathrum anabathrum (Crosse, 1865) · non accepté
- Gradiconus scalaris (Valenciennes, 1832) · non accepté